# Pholidotomoidea
De Pholidotomoidea zijn een superfamilie van uitgestorven weekdieren uit de klasse van de Gastropoda (slakken).

## Taxonomie
De volgende families zijn bij de superfamilie ingedeeld:
- † Moreidae Stephenson, 1941
- † Pholidotomidae Cossmann, 1896
- † Sarganidae Stephenson, 1923
- † Weeksiidae Sohl, 1961

### Synoniemen
- † Pyropsidae Stephenson, 1941 =>  † Pyropsinae Stephenson, 1941
- † Volutodermatidae Pilsbry & Olsson, 1954 =>  † Volutodermatinae Pilsbry & Olsson, 1954